# Lac Mékinac
Pour les articles homonymes, voir Mékinac (homonymie).
Le lac Mékinac est un grand lac d’eau douce du Québec (Canada), situé surtout dans la municipalité Trois-Rives, dans la MRC de Mékinac, dans la région administrative de la Mauricie. La partie nord de ce plan d'eau et le fond de la Baie Bigué (situé à l'ouest) relèvent de l'agglomération de La Tuque.

## Toponymie
Le toponyme Mékinac signifie tortue en langue amérindienne. Ce toponyme réfère à une montagne en forme de tortue située sur la presqu'île qui s'avance dans la baie Grosleau (désignée populairement "Bras Grosleau"). Cette presqu'île et la baie qui est derrière, sur la rive Est du lac, ont servi de halte pour les navigateurs, dans la préhistoire amérindienne. Ce lieu-dit constituait un refuge pour les navigateurs lorsque le vent soufflait fort.
Le toponyme "Lac Mékinac" a été officiellement inscrit le 5 décembre 1968 à la "Banque des noms de lieux" de la Commission de toponymie du Québec.
Le patronyme « Mékinac » est utilisé en 1808 dans le nom de Pierre-Olivier Launière dit Mékinac, originaire de Sainte-Geneviève-de-Batiscan. La désignation « Lac Mékinac » apparait en 1863 sous la forme « Mékina » dans un ouvrage de Stanislas Drapeau. La désignation rivière Mékinac est mentionnée dans un rapport de 1870 de l'arpenteur Hilarion Lefebvre. La désignation "lac Mékinac" est signalée sur le plan officiel du canton de Mékinac de 1899. Finalement le Dictionnaire des rivières et lacs de la province de Québec, publié en 1914, en fait mention.
La désignation Mékinac a été transmise à plusieurs autres toponymes de la région, notamment la rivière, le canton, la MRC, deux municipalités, deux paroisses catholiques, la MRC... En sus, les travailleurs forestiers et les autres voyageurs venant du Sud pour atteindre le lac Mékinac ont désigné sur leur chemin la rivière Mékinac du Nord, située dans le territoire de Saint-Tite et de Grandes-Piles.

## Géographie
Le lac Mékinac épouse la forme d'une croix, à cause de deux baies formant les bras de la croix au milieu du lac :
- "Bras Bigué" (côté ouest) qui reçoit les eaux du ruisseau aux sleighs ;
- "Bras Grosleau" (côté est) qui reçoit les eaux de la décharge du lac Gélinas.

Le lac Mékinac s'étend sur 23 km² dans les cantons de Carignan (partie du nord), de Hackett (partie du centre) et de Mékinac (partie sud). Sa longueur est de 18 km sur 2 km en largeur. Ce lac se déverse dans la rivière Mékinac, qui est un tributaire de la rivière Saint-Maurice. Il a une capacité de retenue de 95 317 615 m3. Tandis que la superficie du bassin versant est de 877,5 km2.
Les principaux tributaires du Lac Mékinac sont :
- la rivière du Milieu qui se déverse par la rive Est, dans la partie nord du lac ;
- la décharge (longue de 0,4 km) du lac Gélinas, lequel est situé dans les montagnes de la rive est du lac ;
- le ruisseau Long qui constitue la décharge du lac du Missionnaire et qui se déverse tout près du barrage de retenu, situé au sud du lac Mékinac ;
- le ruisseau aux sleighs qui se déverse dans le bras Bigué (par le côté ouest) et qui constitue la décharge du lac aux Sleighs ; la décharge du lac Tom (coulant vers le nord) se déverse dans le ruisseau aux sleighs à 1 km de son embouchure ;
- le ruisseau Grosleau, déversant les eaux des lacs Monteil et Grosleau ; venant du nord-ouest du lac, il se déverse dans le lac, en face du Cap à l'Aigle ;
- le ruisseau Bastien drainant les eaux des lacs à Deux Queues" et des Deux-Caribous. Du côté est, il reçoit aussi les eaux du ruisseau Pronovost à 200 m. de son embouchure. Le ruisseau Bastien se déverse dans la petite "baie Bastien", située au fond de la baie Cantin, à l'extrémité nord du lac.

Le lac Mékinac comporte plusieurs cap rocheux qui surplombent le lac :
- cap des fées, situé sur la cote nord de la Baie Bigué, sur la rive ouest du lac ;
- cap Gris, situé sur la rive ouest du lac, au sud du bras Bigué ;
- cap Rouge, situé sur la rive ouest du lac, à environ 2 km au sud du cap Gris ;
- cap à l'Aigle, situé du côté est du lac, sur la cote sud de l'Anse à Rheault et au nord des Rapides à l'Aigle.

Dans la partie nord du lac (sur la rive-ouest), un camping a été aménagé au pied de la montagne "Cap des fées".

## Histoire
Une presqu'île située au milieu du lac Mékinac, sur la rive Est (dans la municipalité de Trois-Rives), est désignée le Trou-du-Steamboa, à la sortie du bras Groleau dont le sommet de la montagne voisine (côté nord) atteint plus de 320 mètres d'altitude. Dans ce secteur, les montagnes des deux côtés du lac forment un long promontoire qui se jette dans le lac Mékinac. Conséquemment, les navigateurs ont peu d'endroits où se réfugier lorsque le vent se lève.
L'appellation de ce lieu-dit est associé à un bateau propulsé grâce à un moteur à vapeur (désigné populairement "steamboat") qui trouvait refuge dans le bras Grosleau lorsque les eaux du lac devenaient trop agités. Le bateau devait alors franchir un détroit de 270 mètres de largeur entre la presqu'île et le promontoire pour se réfugier dans l'une des quatre petites baies du bras Grosleau. Ce bateau coula dans les années 1930 près de cette même presqu'île, en face du bras Groleau. Le bras Bigué constituait aussi un autre refuge pour les bateaux.
Ce bateau à vapeur avait l'habitude de contourner cette presqu'île dont la montagne centrale s'élève à plus de 260 mètres d'altitude, notamment pour faire la navette entre le bras Grosleau (côté est), avec le bras Bigué située en face sur la rive ouest du lac. Ce bateau à vapeur transportait des travailleurs forestiers et des marchandises pour approvisionner les camps forestiers établis autour du lac.
Le toponyme Trou-du-Steamboat a été inscrit officiellement le 25 janvier 1990 à la Banque des noms de lieux de la Commission de toponymie du Québec.
D'août 2010 jusqu'au début de 2011, le barrage Mékina, situé à l'embouchure du lac Mékinac, a été entièrement reconstruit par la firme CRT de Québec, qui avait obtenu le contrat d'Hydro-Québec, car cette infrastructure arrivait à sa fin de vie. Ce barrage d'une longueur de 122 m, aménagé par Hydro-Québec, a une hauteur de 6,75 m, une hauteur de retenue de 4,15 m.

## Activités récréo-touristiques
Encaissé entre de hautes montagnes, seule une portion des rives du lac Mékinac est occupée par des chalets. Ce lac offre un plan d’eau pour les promenades en bateau ou en kayak.
Les plaisanciers peuvent remonter les quelques tributaires du lac Mékinac, notamment la rivière du Milieu, aussi désignée rivière aux brochets. Son long parcours est très méandré. Une section de la rivière du Milieu est un des rares sanctuaires de reproduction reconnus par le Gouvernement du Québec ; la pêche y est donc interdite toute l'année. La descente de la rivière Mékinac qui est la décharge du lac vers la rivière Saint-Maurice est également reconnue comme une rivière avec quelques rapides à descendre au printemps.
Pour ce qui est de la pêche, les pêcheurs peuvent attraper des ouananiches (un saumon d’eau douce), au début de la pêche au printemps. On peut aussi y pêcher des brochets, des maskinongés, de la perchaude, de la truite grise, et d’autres espèces.
Géré par l'organisme Mis-Mek Communautaire, le camping Mis-Mek communautaire est situé à l'extrême sud du lac Mékinac, près du barrage. Il offre une rampe de mise à l'eau donnant accès au plan d'eau. 